# Conférence mennonite mondiale
Pour les articles homonymes, voir CMM.
La Conférence mennonite mondiale ou CMM (anglais : Mennonite World Conference) est une association chrétienne évangélique internationale d'églises mennonites. Son siège est à Kitchener, au Canada.

## Historique
L’organisation est fondée lors de la première Conférence mennonite mondiale à Bâle, en Suisse, en 1925 pour célébrer les 400 ans de l'anabaptisme . Depuis, ce rassemblement se tient tous les cinq ans, et un secrétariat permanent assure le lien entre les églises. Selon un recensement de l’association d’églises en 2022, elle aurait 109 associations membres dans 59 pays, et 1,47 million de membres baptisés dans 10,300 églises .

## Croyances
La Conférence a une confession de foi anabaptiste .

## Organisations affiliées

### GMF
La Global Mission Fellowship (GMF) compte 71 organisations missionnaires membres .

### GASN
Le Global Anabaptist Service Network (GASN) soutient des projets d’aide humanitaire .